# Hanemicke
Hanemicke ist ein Ortsteil der Kreisstadt Olpe im Sauerland mit vier Einwohnern.
Der Ort befindet sich nördlich von Olpe unmittelbar am Biggesee und in direkter Nachbarschaft zum Ortsteil Sondern. In Hanemicke wurde der Theologe und Zentrums-Politiker Franz Hitze geboren.